# La Salud (Badalona)

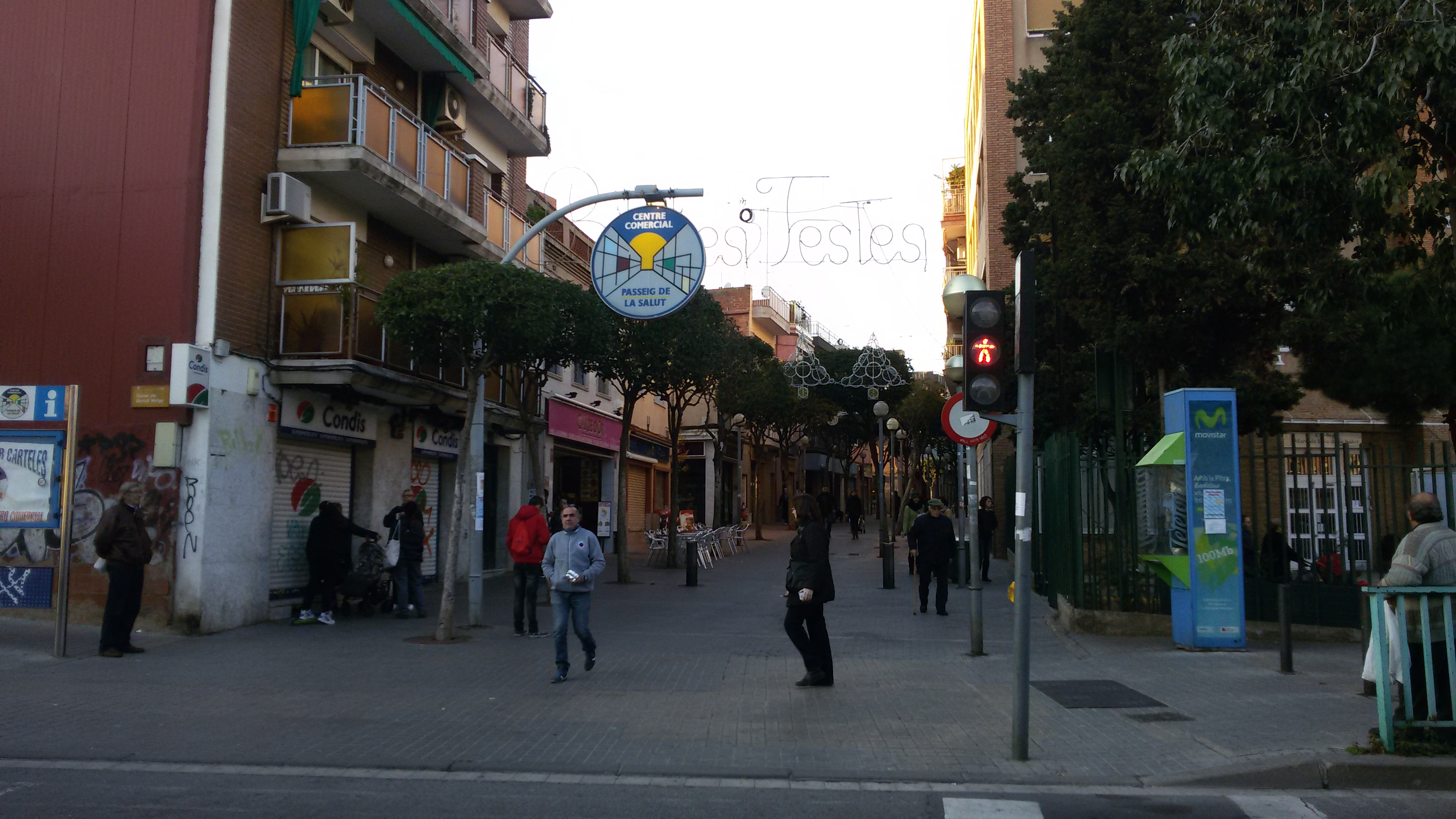
Paseo de La Salud.

La Salud (Badalona) (La Salut, en catalán), es un Barrio de Badalona provincia de Barcelona. Forma parte del distrito IV con los barrios, Sant Mori de Llefià, Sant Joan de Llefià y Sant Antoni de Llefià. Limita con los barrios, Sant Mori de Llefià, Sant Joan de Llefià, La Pau, Sistrells, Can Claris, Gorg y Congrés, y con la ciudad de Santa Coloma de Gramanet.

## Demografía
En 2015 tenía 18 589 habitantes, siendo el barrio con más habitantes de Badalona, representando el 8,6 % del total. De estos, 9466 (50,9 %) son hombres y 9123 (49,1 %) mujeres.
Es uno de los barrios con mayor índice de inmigración de Badalona. En 2010 era el barrio con mayor porcentaje de inmigrantes con el 20,7 % del total. Con los barrios de Artigas, La Pau y San Roque, es uno de los barrios donde residen más ciudadanos de origen extranjero, sumando entre los cuatro un porcentaje de alrededor del 34 %.

## Historia

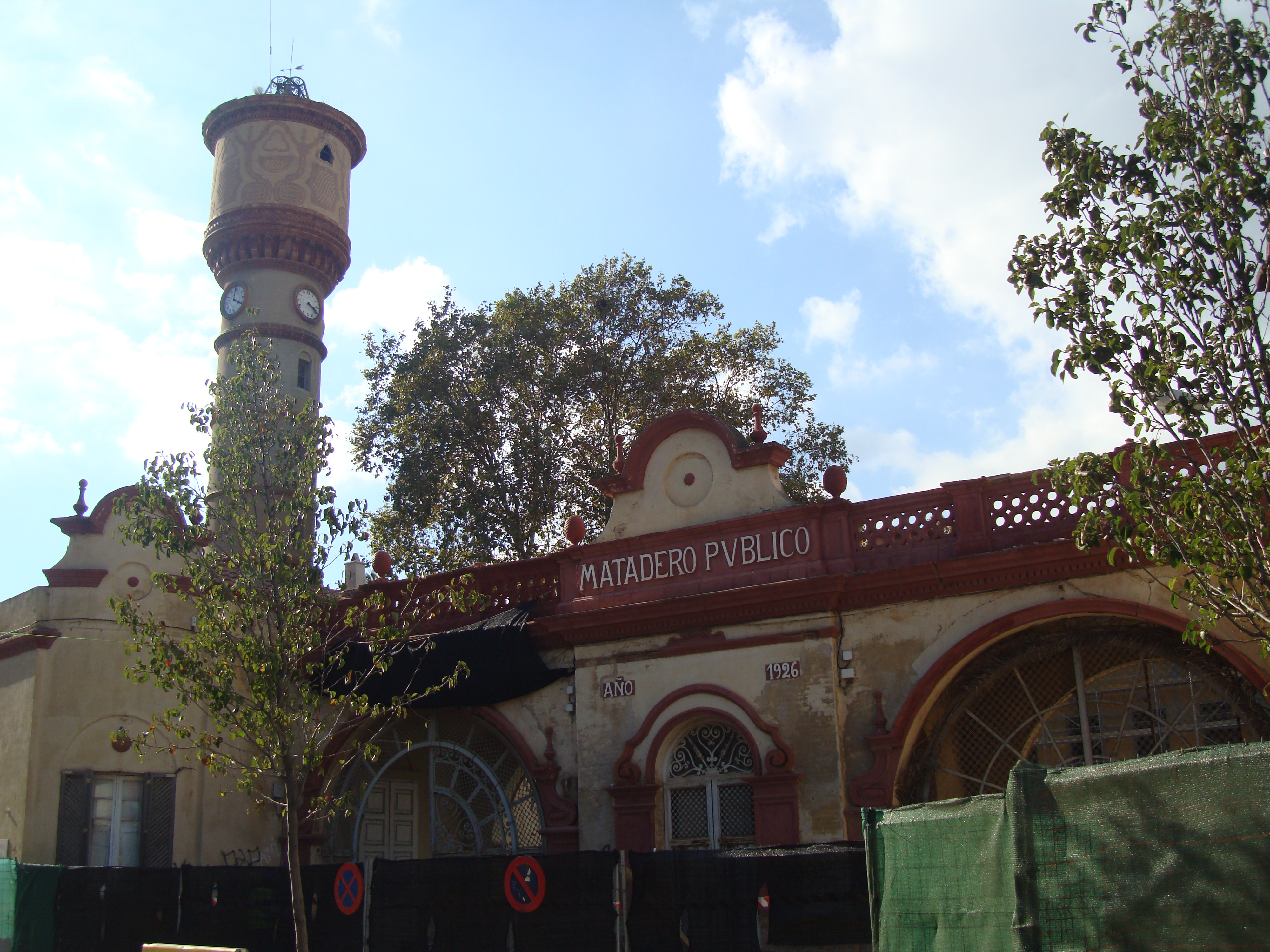
Matadero Municipal.

El barrio comienza a gestarse durante las primeras décadas del siglo XX. Los terrenos estaban divididos entre varios terratenientes, entre los que destacaba el marqués de Sant Mori, Francisco de Moixó, propietario, además, de la torre de can Anglasell (hoy desaparecida), la cual daría nombre al barrio en sus primeros años. 
Algunos propietarios empezaron a parcelar y vender sus tierras en 1915. Su idea era crear una urbanización de segundas residencias para familias acomodadas barcelonesas. Se suele pensar que el nombre del barrio sale del primer intento de crear una urbanización de veraneo, para "hacer salud". Pero en 1925, la demanda de la vivienda había crecido mucho más, sobre todo a raíz de las obras del Ferrocarril Metropolitano de Barcelona, el metro, inaugurado en 1924, y las obras que se estaban llevando a cabo derivadas de la Exposición Universal de 1929. El promotor, Anselmo del Río, a fin de satisfacer la demanda, presentó un proyecto al Ayuntamiento que configuraría buena parte del barrio actual, que con la llegada de los inmigrantes lo harían crecer de manera desmesurada y precipitada, con falta de servicios. Esta situación contribuyó a una visión negativa de muchos badaloneses sobre el barrio, el cual llamaban como Gurugú o barrio de la Puñalada. 
Tras la Guerra Civil, la llegada de inmigrantes es masiva, sobre todo desde Andalucía, en la búsqueda de oportunidades. Agravó el fenómeno del chabolismo, ya iniciado en la década de 1920, e incluso las cuevas refugio del cerro de en Caritg fueron reutilizadas como viviendas. También se produce el fenómeno de las casas de autoconstrucción, pues muchos vecinos recién llegados sólo tenían suficiente para comprarse un terreno, que los antiguos propietarios agrícolas venían sin hacer ningún tipo de inversión en los terrenos. Todo esto, ocurre al margen de la administración municipal, que no es un actor destacado en este terreno. Sin embargo, las condiciones de vida mejoraron, sobre todo a partir de los años cincuenta, con la construcción de infraestructuras y la puesta en marcha de servicios básicos para el barrio, muy reclamados desde el vecindario, como la iglesia, la escuela o un mercadillo; aunque muchas otras reivindicaciones quedaron sin respuesta. 
Grupo Virgen de la Salud detrás del Colegio Nacional Francisco Franco, hoy CEIP Alexandre Galí, 1975.
Durante esta década también aparecen una serie de instrumentos al abrigo de los problemas que estaban sucediendo. Estos son el Plan Comarcal de 1953, de carácter técnico; la constitución de la comarca de Barcelona, meramente administrativa; y la Ley del Suelo de 1956, que era de orden legal. En las dos décadas siguientes, la ciudad crece a partir de planes parciales, muchos de promoción privada. El Plan Comarcal pone en marcha mecanismos de producción de vivienda cualitativamente diferentes. El nuevo modelo se basó conectar el tejido urbano en una zona muy ocupada por urbanizaciones particulares de años anteriores, y se dedica a llenar los espacios vacíos con nuevas edificaciones. En La Salud, la administración, que ya es uno de los principales actores, promueve la construcción de vivienda pública a través del Patronato Local de Viviendas de Renta Limitada. El resultado será el Grupo Virgen de la Salud, llamado también El Hoyo, 1969.

## Lugares de interés

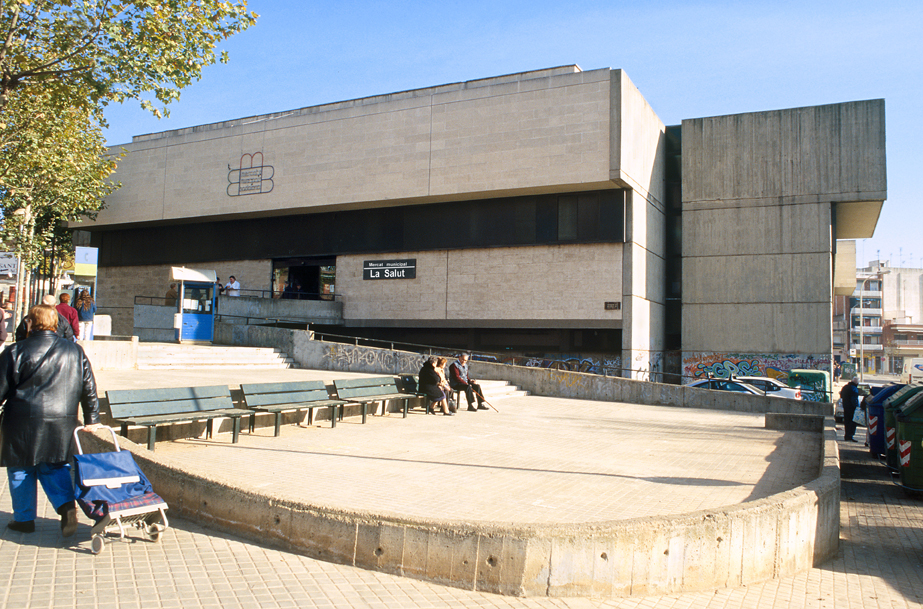
Mercado de La Salud.

El antiguo Paseo de los plátanos era el camino de entrada a la finca de Ca l'Anglasell, residencia del Marqués de Sant Mori. Hoy en día transformado en el eje comercial Paseo de La Salud, se trata de una calle llena de pequeños comercios que atraviesa prácticamente todo el barrio. Gracias principalmente a la lucha de los comerciantes del paseo, se consiguió que se diera un paso por debajo de la autopista, equipamiento que separaba la calle y el barrio del resto de la ciudad. Hasta el año 1925 se conoció como paseo de los álamos; durante los años 30 se le llamaba calle de Jaca y poco después pasó a llamarse Paseo Cristo Rey, hasta 1979 cuando recibió el nombre actual.
En el mes de mayo de 2014 se instaló una estatua en homenaje a Manolo Escobar, ubicada justamente en el primer lugar donde la familia de Escobar vivió cuando llegó a la ciudad desde Almería. Se trata de una figura de bronce de 1,75 metros de altura y de 250 kilogramos, obra de Susana Ruiz Blanch, la misma autora de la escultura "el mono de Badalona" que se encuentra en el acceso al puente del petróleo en el paseo Marítimo. El consistorio espera que la estatua también sea un revulsivo para la atracción de personas en el barrio.
Al final de este paseo encontramos la iglesia de la Virgen de la Salud, obra de Joan Padrós y Fornaguera y consagrada en 1964 por el obispo Modrego. El conjunto de edificios del antiguo matadero fueron construidos entre los años 1924 y 1929. Fue inaugurado por el rey Alfonso XIII en 1926 y se mantuvo operativo hasta 1985. En el 2011 se recuperaba este espacio para la ciudad convertido en un parque.  Tiene el Centro Cívico de la Salud, lugar donde se realizan diversas actividades y, también, es uno de los lugares donde se suelen celebrar mítines políticos, sobre todo en época de elecciones.

## Transportes
El barrio cuenta con una parada de metro de la L10 desde 2010. Además, La Salud representa una zona de paso fluida de autobuses, todas operadas por TUSGSAL. Pasan por el barrio la B4, B5, B2, B23, y la nocturna N2. Sin embargo otros también ofrecen servicios, pero pasan por sectores fronterizos del barrio, sobre todo en el sector de la avenida de Alfonso XIII.

## Vecinos ilustres
- Manolo Escobar (1931-2013). Cantante y actor.[11]
- Mireia Belmonte García (1990). Nadadora, medallista olímpica.[12]
- Juan Vico (1975). Escritor.[13]
- José Antonio Alías (Ares Van Jaag) (1967). Compositor, escritor y editor.